# Gianciotto Malatesta
Giovanni Malatesta (Rimini, 1240/1244-?, 1304), conegut com Gianciotto o Gianne Sciancato («Joan el Coix») va ser un noble i podestà italià.
Fill de Malatesta da Verucchio. Va tenir una activitat política intensa; juntament amb el seu germà Malatestino, va reforçar el control familiar de la senyoria de Rimini i altres terres de la Romanya i la Marca.
Exercí de podestà de Forli el 1276 o 1278, de Pesaro els anys 1283, 1290, 1291, 1294 i 1296 a 1304, i de Florència l'1 de març del 1293.
El 1275 es va casa amb Francesca da Polenta, filla de Guido Minore, a la qual va assassinar amb el seu germà Paolo Malatesta, el 1283 o 1284, com a venjança de l'adulteri comés per ambdós. El 1286 va contraure de nou matrimoni amb Zambrasina Zambrasi, filla de Tebaldello Zambrasi, Patrici de Faenza. Van tenir sis fills: Concòrdia, esdevinguda monja clarissa, Malatestino, Ramberto, Guido, Margarita i Rengarduccia.
Morí prop de Scorticata el 1304.